# 帕维尔·施密特
帕维尔·施密特（1930年2月9日—2001年8月14日），斯洛伐克男子赛艇运动员。他曾代表捷克斯洛伐克参加1960年夏季奥林匹克运动会赛艇比赛，获得男子双人双桨金牌。